# 글로벌낙농행동지침
글로벌낙농행동지침(GDAA, Global Dairy Agenda for Action)은 낙농부문이 환경오염의 주범이라는 오명을 벗기 위해 2009년 발족한 세계낙농의 글로벌 행동플랜이다. 글로벌낙농행동지침은 원유생산시 발생하는 온실가스 산출을 위한 방법론 개발을 비롯해 녹서발간 등 다양한 활동을 통해 낙농부문의 온실가스 배출을 감소시키기 위해 노력해 오고 있다. 또한, 지금은 “지속가능낙농”이라는 좀 더 포괄적인 개념에 포함되어 추진되고 있다.

## 배경
2006년 유엔식량농업기구(FAO)는 축산업이 환경에 미치는 영향을 분석한 “축산업의 긴 그림자” 보고서를 제출하였다. 이 보고서는 낙농으로 인해 1년에 대략 31억 톤의 이산화탄소가 만들어지고 있으며, 반추동물의 되새김질로 인해 발생하는 가스 중 51~67%가 메탄가스라고 보고하였다. 이산화탄소와 메탄가스는 지구 온난화의 주범으로 지적되고 있어 낙농업에 대한 환경문제가 뜨거운 이슈가 되었다. 즉, 이 보고서는 축산업, 특히 낙농업을 기후변화의 최대 원인으로 지적하고, 이에 대한 해결방안 마련을 촉구하는 계기가 되었다.

## 글로벌낙농행동지침 발족
이에 따라, 세계낙농업계는 2009년 베를린에서 개최된 2009 IDF 낙농 연차총회에서 세계 주요국의 낙농 및 유가공 관련단체가 참여하는 글로벌낙농행동지침(GDAA: Global Dairy Agenda for Action)이라는 기구를 발족하게 된다. 글로벌낙농행동지침(GDAA)은 전세계 낙농업계가 낙농부문이 온실가스 배출 등 기후변화의 주범이라는 오명을 벗기 위해 환경문제를 해결하기 위한 구체적인 실천방안을 마련하고, 공유하며, 실천하는 것을 목표로 하였다. 이에 따라, 이 지침은 원유생산 및 가공에서 발생하는 온실가스 산출을 위한 방법론 개발을 비롯해 ‘녹서(Green Paper)' 발간, 홈페이지 구축 등 300개가 넘는 다양한 활동을 통해 낙농부문의 온실가스배출을 감소를 위해 노력해 오고 있다.

## “지속가능낙농” 개념으로 발전
글로벌낙농행동지침(GDAA)사업 추진 과정에서 세계낙농업계는 온실가스배출 외에도 더 많은 문제들을 직면하고 있다는 사실을 인지하게 된다. 또한, 향후 낙농업을 지속적으로 발전시켜 나갈 수 있는 보다 체계적이고 종합적인 방안이 필요하다는 것도 깨닫게 된다. 이에, 낙농업이 환경뿐만 아니라, 사회적, 경제적 부분에서 미치는 악영향을 최소화하고, 좀 더 나은 방향으로 발전해 갈 수 있는 방법을 찾으려고 노력하게 된다. 이러한 결과로 글로벌낙농행동지침(GDAA)은 2013년 일본 요코하마 총회에서 지속가능낙농(DSF)의 개념을 발표하게 된다. 지속가능낙농(DSF)은 기존의 온실가스 배출 등 환경문제에 국한됐던 미래 낙농산업에 대한 비전을 사회, 경제, 환경적 측면까지 확장한 글로벌 낙농의 새로운 개념이다. 즉, 낙농가치의 지속가능성 확보를 위해 전 세계 소비자에게 경제적으로 실행 가능하고, 친환경적이며, 사회적으로 책임감 있는 영양가 풍부한 유제품을 제공하는 것을 목표로 한다. 한편, 지속가능낙농(DSF)은 UN의 빈곤, 질병 등 인류의 보편적 문제와 환경문제, 경제, 사회적 문제 해결을 위한 지속가능개발목표(SDGs, 2016~2030)에 대한 낙농부문의 지속가능성 확대 노력에 함께 기여하도록 설계되었다.